# Psyllaephagus cincticrus
Psyllaephagus cincticrus är en stekelart som beskrevs av Prinsloo 1981. Psyllaephagus cincticrus ingår i släktet Psyllaephagus och familjen sköldlussteklar. Inga underarter finns listade i Catalogue of Life.